# Indira Devi
Indira Devi, död 1968, var drottning av Kutch Behar som gift med Jitendra Narayan. Hon var regent av Kutch Behar som förmyndare för sin son Jagaddipendra Narayan mellan 1922 och 1936.